# Turbo, Columbia
Turbo este un municipiu din departamentul Antioquia, Columbia.